# ドンキーコング3
『ドンキーコング3』 (DONKEY KONG 3) は、1983年に任天堂から発売されたアーケードゲームである。1984年7月4日にファミリーコンピュータに、8月20日にはゲーム&ウオッチにも移植された。ファミコン版が2008年7月23日からWiiのバーチャルコンソールで、2013年3月27日からニンテンドー3DSのバーチャルコンソールで、2013年11月6日からWii Uのバーチャルコンソールでそれぞれ配信されている。

## 概要
『ドンキーコング』（1981年）、『ドンキーコングJR.』（1982年）の続編にあたる、ドンキーコングシリーズ第3作目の作品。前2作とは異なり本作はシューティングゲームとなっている。また、本作ではマリオは登場せず、主人公は「スタンリー」となっている。
なお、スタンリーは本作より以前、1982年12月6日発売のゲーム&ウオッチマルチスクリーン版の『グリーンハウス』で初登場したキャラクターで、その英語版の広告媒体で既に「Stanley the Bugman」と名付けられていた。同作は「植物園で虫たちを殺虫剤を使って撃退する」ゲーム内容が本作と共通している。
アーケード版は縦長の画面構成。ファミコン版ではその分縦の長さが圧縮されている。

## ゲーム内容

### システム
スタンリーを操作し、植物園に出現したドンキーコングや花を奪おうとする虫たちを殺虫剤を使って撃退するシューティングゲーム。
子蜂が下に到達すると花を抜き取り持ち去ろうとする。殺虫剤を当ててその虫を倒すと花は戻ってくるが、巣まで持ち去られてしまうと花は戻ってこない。花を奪った小蜂はパワーアップして襲ってくる。ステージクリア時に5つの花を温存できるとパーフェクトボーナス5000点（1個でも、完全に花が咲いていないものがあると3000点）がもらえる。最初は苗で、ステージクリアするごとにつぼみ→花と成長する（ファミコン版は第1面から花が咲いている）。持ち去られた場合は次のステージで苗が補充される。
ドンキーを上まで押し上げるか、所定の数の虫（幼虫除く）をすべて退治すればステージクリアとなる。
以下の場合ミスとなる。
- 虫に接触した場合。
- 虫が放った槍や破片に当たった場合。
- ドンキーが綱の最下部まで到達して、落下し地面に着地した場合。
- ドンキーが投げる椰子の実に当たった場合。
- （ファミコン版のみ）タイムアウトになった場合。

※なお、花をすべて持ち去られてもミスにはならない。
これまでのシリーズとは違って、アーケード版のみタイムアウトになっても即座にミスとはならず、代わりに左右からロープを食べる虫が現われてドンキーが下に落ちるまで綱を食べ続ける。
スタンリー1人につき、1個だけ強力殺虫剤「パワースプレー」が用意されている。ドンキーがぶら下がっているロープに付いており、ある程度ドンキーを押し上げてドンキーの手がパワースプレーに触れると最下段に落ちてくる。これは射程が長く威力も高いため、低い位置からドンキーを退散させることも可能である。このパワースプレーをいつ取るかは自由で、取らずにステージクリアをしても、ミスするまではずっと地面に置かれ続けている。

### ステージ構成
パターンは全部で3面あり、1面は標準的な4段構成。2面は真ん中に穴が開いており、中央から上方にジャンプしても最上段に届かないので迂回する必要がある。3面は1段少なく3段だが、水平に張られた4本のツタに幼虫がぶら下がって妨害する。なお最初のみ1, 3, 1, 2, 3……という面構成で進み、以後は1, 2, 3面の順で進む。159面目から256面（0面）までずっと1面のパターンが続き、0面をクリアすると再び1, 3, 1, 2, 3……から始まる。

## キャラクター
以下のキャラクターの名称はアーケード版のインストラクションカードより。
スタンリー
主人公。茶色でストレートの髪に、大きな団子鼻が特徴。服装は長袖シャツにオーバーオール。筺体やソフトのパッケージに描かれたイラストでは、シャツは水色でオーバーオールは赤。ゲームの画面上ではアーケード版が紺色のシャツに赤のオーバーオール、ファミコン版が白のシャツに紺色のオーバーオールであった。
ドンキーコング
悪役。左右2本のロープにぶら下がり、蜂や虫を呼び出す。時間経過とともに徐々に降下し、蔓の最下部にまで到達すると地面に飛びおりてきて強制的にミスになる。スプレーを使って最上部まで押し上げる、もしくは一定数の虫を退治するとクリアとなる。
バズビー
最も基本的な敵キャラクター。巣から飛び出てきて、花を持ち去ろうとする。花を持ち去っていく最中に倒すと獲得得点が増加する。槍を投げてくるものもいる。8面以降で姿が変化する。
花を持ち去って画面外に消えるとパワーアップし、ドンキーの周辺を回った後、こちらへ高速で体当たりをしてくるようになる。
ベスピー
2発スプレーを当てないと倒せない（強力殺虫剤「パワースプレー」では1発で倒せる）。最初は黄色だが1発当てると色が青く変わり、もう1発当てると消えるが残骸を四散させ、これに当たってもミス。花は持ち去らない。
クリーピー
普通のスプレーを当てても倒せないが、木のツタを這ってくる時（2面を除く）スプレーを当てると退散させることができる。地上に降りてくると気絶してその場にとどまり、スプレーを吸収してしまう。特に2面ではこれによってドンキーにスプレーが当たりにくくなる。気絶している間は接触してもミスにはならない。パワースプレーで倒すことができる。
アタッカー
蚊を模した敵キャラクターで、小さく円を描いて素早く飛ぶ。スタンリーと平行に並ぶと、高速で横に飛んで体当たりしてくる。12面以降で姿が変化し茶色になる。花は持ち去らない。
蛾
15面以降で登場する。行動パターンは子蜂と同じで、花を持ち去る。

## 移植版
| No. | タイトル                                      | 発売日                                     | 対応機種                  | 開発元              | 発売元     | メディア                                      | 型式                                 | 売上本数           | 備考                                                 |
| --- | --------------------------------------------- | ------------------------------------------ | ------------------------- | ------------------- | ---------- | --------------------------------------------- | ------------------------------------ | ------------------ | ---------------------------------------------------- |
| 1   | ドンキーコング3                               | 1984年7月4日 1986年6月23日 1987年9月15日   | ファミリーコンピュータ    | 任天堂 岩崎技研工業 | 任天堂     | 192キロビットロムカセット                     | -                                    | -                  |                                                      |
| 2   | ドンキーコング3 大逆襲                        | 1984年10月                                 | PC-6601 PC-8801 X1 IBM JX | ハドソン            | ハドソン   | 5.25インチ2Dフロッピーディスク カセットテープ | -                                    | -                  |                                                      |
| 3   | どうぶつの森+                                 | 2001年12月14日 2002年9月15日 2004年9月24日 | ゲームキューブ            | 任天堂情報開発部    | 任天堂     | 8cm光ディスク                                 | DOL-P-GAFJ DOL-GAFE-USA DOL-GAFP-EUR | 約99万本 約271万本 | ファミリーコンピュータ版の移植、ミニゲームとして収録 |
| 4   | Donkey Kong 3-e                               | 2003年4月21日                              | ゲームボーイアドバンス    | 任天堂              | 任天堂     | ロムカセット                                  | PES-PDTA1-USA                        | -                  |                                                      |
| 5   | ドンキーコング3                               | 2008年7月14日 2008年7月23日 2009年1月9日   | Wii                       | 任天堂              | 任天堂     | ダウンロード （バーチャルコンソール)          | FEUE FEUJ FEUP                       | -                  | ファミリーコンピュータ版の移植                       |
| 6   | ドンキーコング3                               | 2013年3月27日 2013年12月5日 2013年12月12日 | ニンテンドー3DS           | 任天堂              | 任天堂     | ダウンロード （バーチャルコンソール）         | TB4J TB4E TB4P                       | -                  | ファミリーコンピュータ版の移植                       |
| 7   | ドンキーコング3                               | 2013年11月6日 2013年9月26日 2013年10月24日 | Wii U                     | 任天堂              | 任天堂     | ダウンロード （バーチャルコンソール）         | FBRJ FBRE FBRP                       | -                  | ファミリーコンピュータ版の移植                       |
| 8   | ドンキーコング3                               | 2019年4月5日                               | Nintendo Switch           | 任天堂              | ハムスター | ダウンロード （アーケードアーカイブス）       | -                                    | -                  | アーケード版の移植                                   |
| 9   | ファミリーコンピュータ Nintendo Switch Online | 2019年7月17日                              | Nintendo Switch           | 任天堂              | 任天堂     | ダウンロード                                  | -                                    | -                  | ファミリーコンピュータ版の移植                       |

### パソコン版
『ドンキーコング3 大逆襲』のタイトルで、1984年にハドソンからPC-8801版やPC-6601版、X1版も発売された。FM-7版も開発されていたが、こちらは発売中止となった。
本作のパッケージに記載の権利表記は任天堂ではなく、NOA（Nintendo of America）となっている。
本作は、スタンリーを操作して虫を撃つという、基本的なアクションこそ他機種版と同一だが、ゲームシステム自体は大きく異なっている。
- プレイヤーキャラクターの上下移動はなく、左右移動のみ
- 花が存在せず、奪われた花を取り返す要素が無い
- 武器は殺虫剤ではなく、普通のシューティングゲームの弾のようなもの。連射はできない
- 空を飛ぶ虫の動きはランダムではなく、編隊を組んで飛び回る

というように、一般的な固定画面シューティングに近い内容となっている。
また、ゲームの舞台も植物園ではなく、全20ステージに個別の名前が付けられ、背景のグラフィックが変化していく（ステージ21以降はループ）。
その内容は「ON THE HIGHWAY（モニュメントバレー）」「ON THE STRANGE BRIDGE（橋）」「ON THE COUNTRY ROAD（田舎道）」「THE ALIENS（宇宙人）」「IN THE U.F.O.（UFO内部）」「LEAVING THE EARTH（地球）」「IN THE ASTRON BELT（アステロイドベルト）」「AROUND THE SATURN（土星）」「A MYSTERIOUS PLANET（謎の惑星）」「ON THE DESERT（砂漠）」「BY THE PYRAMID（ピラミッド）」「IN THE CAVE（洞窟）」「AT THE ACTIVE VOLCANO（火山）」「IN THE ACTIVE CRATER（クレーター）」「AT THE DOME（ドーム）」「ON THE GROUND PICTURE（地上絵）」「AT THE RUNWAY（滑走路）」「A MUSHROOM CLOUD（キノコ雲）」「AT THE SUNSET（夕日）」「IN THE CITY（都市）」と脈絡のないもので、取扱説明書には「画面が変わるごとに背景が変わっていきます。その画をつなぎ、ストーリーをお創りになりハドソン宛にお送りください」との記述があった。

## 音楽
音楽はニコライ・リムスキー＝コルサコフの「熊蜂の飛行」をモチーフにした単旋律のもの。2面のみ異なる曲で、和声的な伴奏がつく南国風の曲。パワースプレーの効果持続中は別の音楽が鳴る。
アーケード版では3面クリア時に特別なジングルが鳴る。
サウンドトラック
- 『ファミコン 20TH アニバーサリー オリジナル・サウンド・トラックス VOL.1』
2004年1月7日、サイトロン・デジタルコンテンツより発売されたCD内の一作品として収録されている。

## 評価
ゲーム誌『ファミリーコンピュータMagazine』の1991年5月10日号特別付録の「ファミコンロムカセット オールカタログ」では、「ジャンルはアクションに属するものの、内容はかなりシューティングゲームに近いものになっている」と紹介されている。

## ゲーム&ウオッチ版
マイクロVSシステムとして発売。横長の画面で、右側のスタンリーと左側のコングとでスプレーで相手側に蜂を追いやるという対戦型ゲームに変更されているので、アーケード版などとはルールが異なる。こちらは画面の端から落ちてくる水滴でスプレーの液を補充し、最大4個のストックを使って相手側に敵を押し出すというもの。
欧米で発売されたゲームボーイアドバンス版『GAME&WATCH GALLERY 4 / ADVANCE』（2002年、日本では2016年にWii Uバーチャルコンソール専用ソフト『ゲームボーイギャラリー4』として発売）に収録されたアレンジ版では、ドンキーコングと対決するキャラクターがマリオに差し替わっており、敵キャラクターとして蜂の代わりに炎と、背中を向けると襲ってくるテレサになっている。